# آبشار لیدل ریور
آبشار لیدل ریور (به انگلیسی: Little River Falls) آبشاری است که در آلاباما، ایالات متحده آمریکا واقع شده و ارتفاع کلی ریزشگاه آن ۴۵ فوت (۱۴ متر) است.